# Gil Turner
Gil Turner (* 9. Oktober 1930 in Philadelphia; † 13. Mai 1996) war ein US-amerikanischer Boxer.

## Werdegang
Gil Turner wurde nach kurzer Amateurzeit im Alter von knapp zwanzig Jahren Berufsboxer. Sein Domizil war seine Geburtsstadt Philadelphia. Er war ein unerschrockener, temperamentvoller und aggressiver Wirbelwind, der einen aufregenden Kampfstil hatte und deswegen bald sehr populär war. 
Seinen ersten Profikampf bestritt er am 1. Mai 1950 in Philadelphia, in dem er im Weltergewicht zu einem K.-o.-Sieg in der ersten Runde über seinen Landsmann Jimmy Verne kam. 1950 bestritt er insgesamt dreizehn Kämpfe, die er alle durch K. o. gewann. Ähnlich ging es 1951 weiter. In diesem Jahr bestritt er vierzehn Kämpfe, die er alle gewann. Unter den von ihm besiegten Boxern befanden sich auch zwei ehemalige Weltmeister. Am 16. April 1951 besiegte er den ehemaligen Leichtgewichts-Weltmeister Beau Jack, der diesen Titel schon 1942 gewonnen hatte. Am 9. Juli 1951 kam Turner zu einem K.-o.-Sieg in der elften Runde über den in der Weltergewicht-Weltrangliste weit vorne stehenden Charley Fusari. Am 10. September 1951 schlug er Ike Williams, der den Weltmeistertitel im Leichtgewicht von 1945 bis zum 25. Mai 1951 getragen hatte, in der zehnten Runde K. o.
In den ersten Monaten des Jahres 1952 kamen vier weitere Siege hinzu, so dass Turner bei 31 Kämpfen 31 Siege zu verzeichnen hatte, als es seinem Management gelungen war, für ihn einen Weltmeisterschaftskampf gegen den Titelträger Kid Gavilán aus Kuba zu bekommen. Turner war zum Zeitpunkt dieses Titelkampfes, der am 7. Juli 1952 vor 39.000 Zuschauern im Philadelphia Municipal Stadion stattfand, erst 21 Jahre alt und war Kid Gavilan an Ringerfahrung weit unterlegen. In den ersten zehn Runden verlief der Kampf ziemlich ausgeglichen, aber in der dreizehnten Runde gewann Gavilan die Oberhand und deckte Turner mit so schweren Schlägen ein, dass dieser stehend vom Ringrichter aus dem Kampf genommen wurde.
Nach dieser Niederlage kämpfte Turner nur mehr im Mittelgewicht. In dieser Gewichtsklasse kam er am 22. Dezember 1952 in Philadelphia zu einem bemerkenswerten K.-o.-Sieg in der sechsten Runde über Joe Miceli. Am 20. Januar 1953 kam er in Philadelphia zu einem Punktsieg über Bobby Dykes und es schien so, dass er die Niederlage gegen Kid Gavilan gut überstanden und auch im Mittelgewicht ganz vorne mitkämpfen würde können.
In der Folgezeit gelang ihm das aber nicht. Er zählte zwar immer noch zu den populärsten Boxern seiner Zeit, aber es häuften sich die Niederlagen, die verhinderten, dass er einen WM-Titelkampf im Mittelgewicht erhalten konnte. Die Gegner, gegen die er boxte, waren aber durchwegs solche aus der absoluten Welt-Spitze. Am 7. April 1953 verlor Turner in Philadelphia gegen Joey Giardello nach zehn Runden nach Punkten. Am 15. Juni 1953 besiegte er Johnny Saxton über zehn Runden nach Punkten. Am 7. Oktober schlug Turner in Detroit den Italiener Italo Scortichini nach Punkten, verlor aber am 9. Dezember 1953 in Cleveland gegen Rocky Castellani nach zehn Runden nach Punkten. 
Am 26. Januar 1954 schlug Turner in Philadelphia den Franzosen Pierre Langlois, der zu diesem Zeitpunkt als Anwärter auf einen WM-Titelkampf im Mittelgewicht zählte und der u. a. Rocky Castellani geschlagen hatte, nach zehn Runden nach Punkten.
Am 4. April 1955 stoppte Turner den aus Salt Lake City stammenden Mormonen Gene Fullmer, den er über zehn Runden auspunktete. In der Welt-Rangliste im US-amerikanischen Boxsport-Fachblatt The Ring vom Mai 1955 wurde er noch auf dem achten Platz geführt (s. Box Sport Nr. 22/1955, Seite 22). Am 20. Juli 1955 verlor er in Salt Lake City in der Revanche gegen Fullmer nach Punkten. 1955 verlor Turner noch zwei wichtige Kämpfe und zwar am 7. September 1955 in Syracuse gegen den Ex-Weltmeister im Weltergewicht Carmen Basilio und am 21. Oktober 1955 gegen Isaac Logart. Beide Kämpfe verlor er nach zehn Runden nach Punkten. Am 17. Februar 1956 verlor er in New York in der dritten Begegnung gegen Gene Fullmer nach punkten. Gene Fullmer wurde ein Jahr später mit einem Punktsieg über den legendären Sugar Ray Robinson neuer Weltmeister im Mittelgewicht.
Am 16. Mai 1956 musste Turner in Chicago gegen Johnny Saxton eine schwere K.-o.-Niederlage in der zehnten Runde hinnehmen. Am 19. Oktober 1956 verlor er in New York gegen Joey Giardello und am 29. März 1957 in Atlantic City erneut gegen Isaac Logart nach zehn Runden nach Punkten. Ein bemerkenswerter Sieg gelang ihm am 18. September 1957 in Atlantic City, als er Virgil Akins, der einen Monat nach diesem Kampf den WM-Titelträger im Weltergewicht Tony DeMarco entthronte, nach Punkten schlug. Das war der letzte Sieg von Turner über einen Ranglisten-Boxer.
Am 1. Januar 1958 verlor er gegen Vince Martinez in Philadelphia nach Punkten, konnte aber am 22. August 1958 in New York den Deutschen Stefan Redl, der in den Vereinigten Staaten mit einigen bemerkenswerten Siegen Furore gemacht hatte, nach Punkten besiegen. Schließlich verlor Turner am 15. Oktober 1958 in Montreal gegen Ralph Dupas und am 20. November 1958 in St. Paul gegen Del Flanagan nach Punkten. Der Kampf gegen Flanagan wer der letzte Kampf in seiner Laufbahn. 
Turner hatte während seiner ganzen Laufbahn die Massen mit seinem offenen und risikoreichen Box-Stil begeistert. Er war keinem noch so gefährlichen Gegner aus dem Weg gegangen.